# Neodisco
Neodisco war eine deutschsprachige Band aus Graz, Österreich.

## Geschichte
Die aus Oberfeistritz und Stubenberg in der Steiermark stammende Band besteht seit dem Jahr 2009 und hat sich aus dem Brüderpaar Nikolaus und Georg Nöhrer formiert. Kurze Zeit später stieß dann auch Sebastian Hofer zur Band und machte das Trio Neodisco komplett. Ihre ersten musikalischen Erfahrungen sammelten sie im Internet auf verschiedenen Online-Plattformen, wofür auch die ersten eigenen Beats und Songs produziert wurden.
Im Jahr 2010 veröffentlichte das Trio das Download-Album All Pick No Noobs. Ende 2010 stellten die drei Bandmitglieder von Neodisco Hoch vom Dachstein an ins Netz. Nach einigen Homerecording-EPs folgte 2011 mit Wir heben ab die erste Veröffentlichung beim Major Label Sony Music. Am 26. Oktober 2012 wurde die Single Hölle veröffentlicht. Nach zahlreichen weiteren Tracks, Remixen und einer EP erschien am 26. April 2013 das Debütalbum Krawalle und Liebe, das elektronischen (Post-)Hip-Hop mit Bandelementen kombiniert. Krawalle und Liebe wurde in Deutschland und Österreich auf dem Label Columbia Records veröffentlicht und stieg auf Platz 18 in die Österreichischen Charts ein.
Die Musiker leben in Graz.
Im Oktober 2015, nach einer Pause von 10 Monaten, gab die Band bekannt, vorerst nicht mehr aktiv zu sein und verwies auf die neu gegründete Band Yukno, die sich musikalisch in eine andere Richtung bewegt.

## Diskografie

### Alben
- 2013: Krawalle und Liebe
- 2014: Einfache Signale

### Singles
- 2011: Wir heben ab (Columbia / Sony Music)
- 2012: Hölle (Columbia / Sony Music)
- 2013: Dieses Lied (Columbia / Sony Music)
- 2013: Sommer in Stubenberg (Columbia / Sony Music)